# Vancouveria hexandra
Vancouveria hexandra là một loài thực vật có hoa trong họ Hoàng mộc. Loài này được (Hook.) C. Morren & Decne. miêu tả khoa học đầu tiên năm 1834.

## Hình ảnh

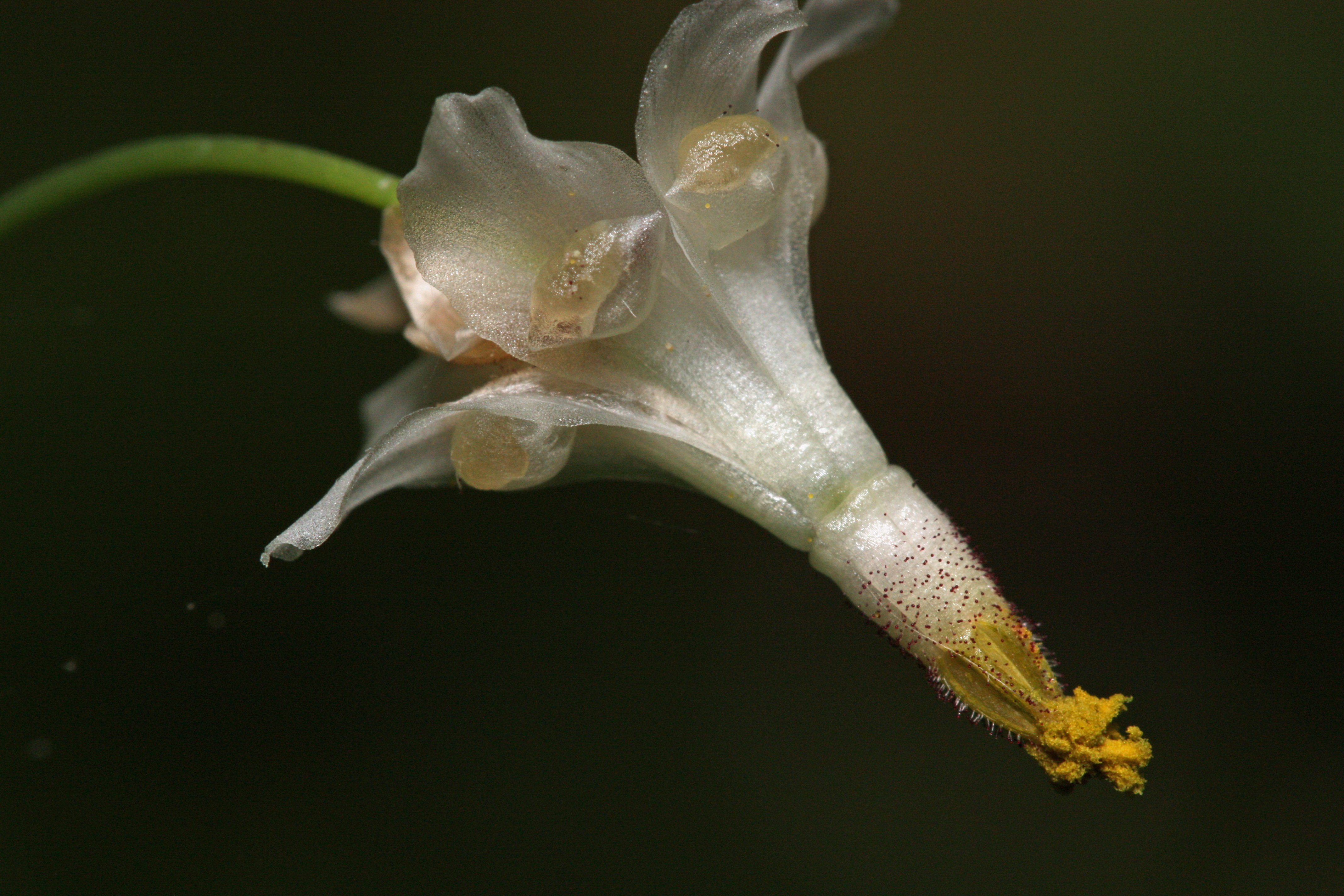
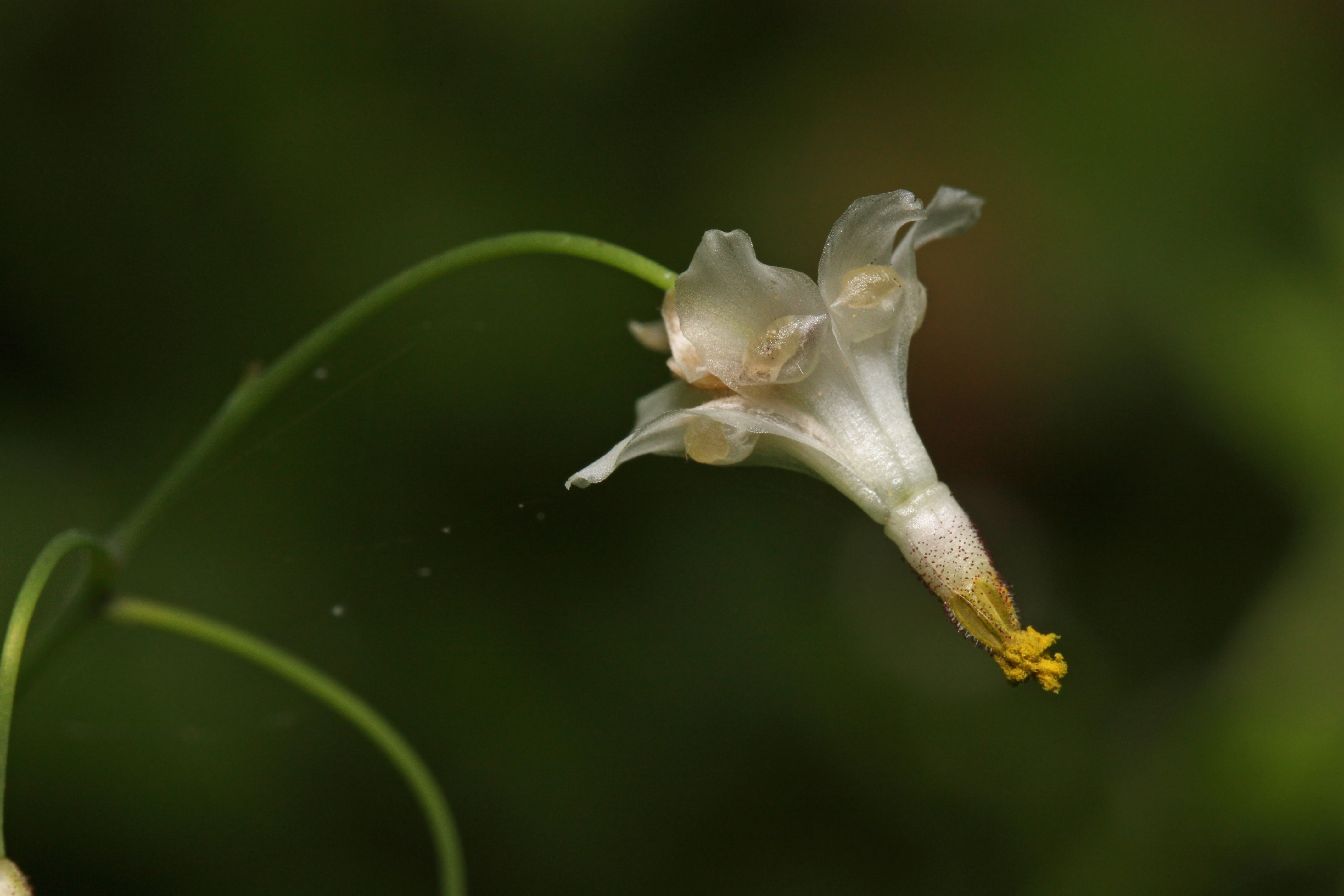
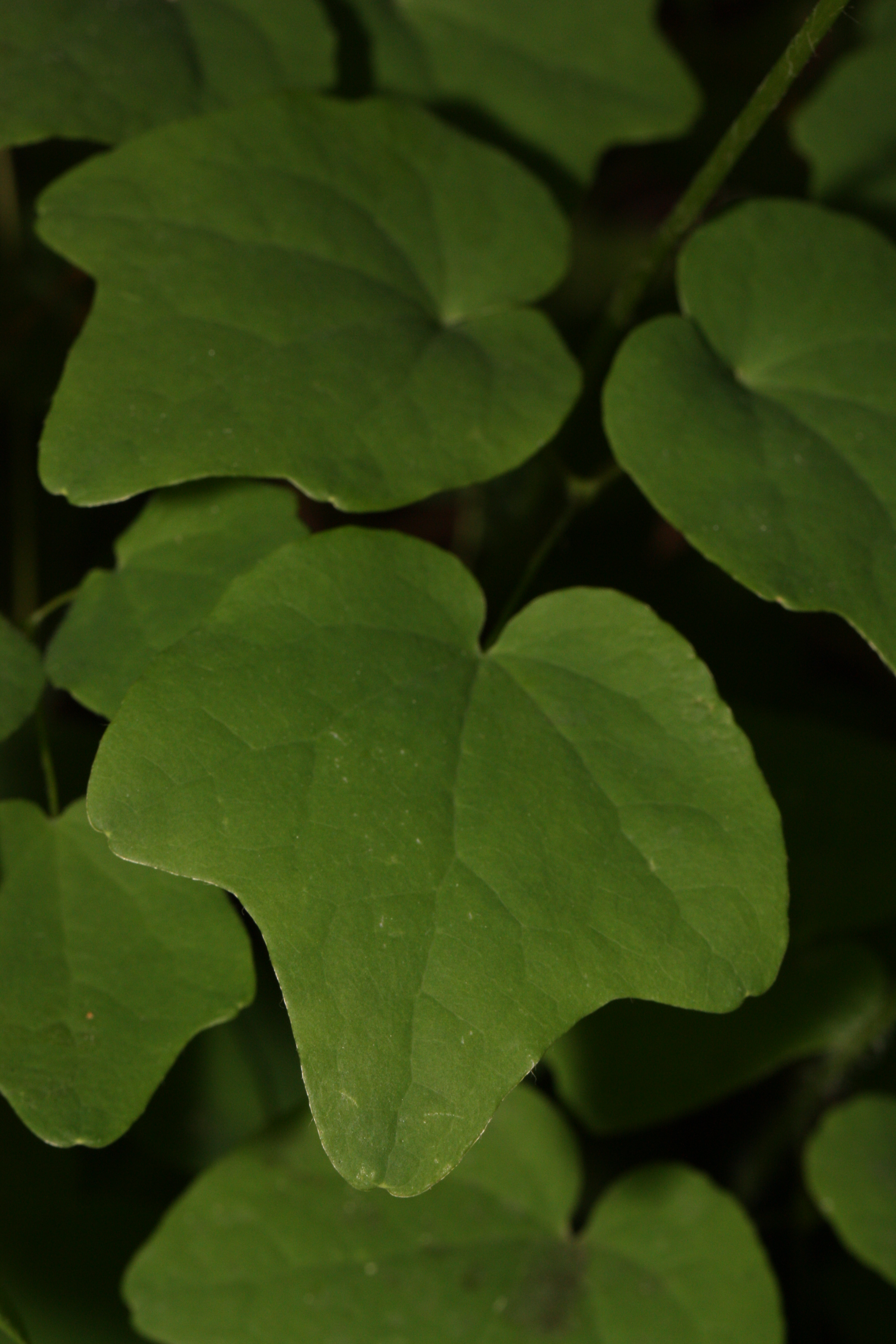
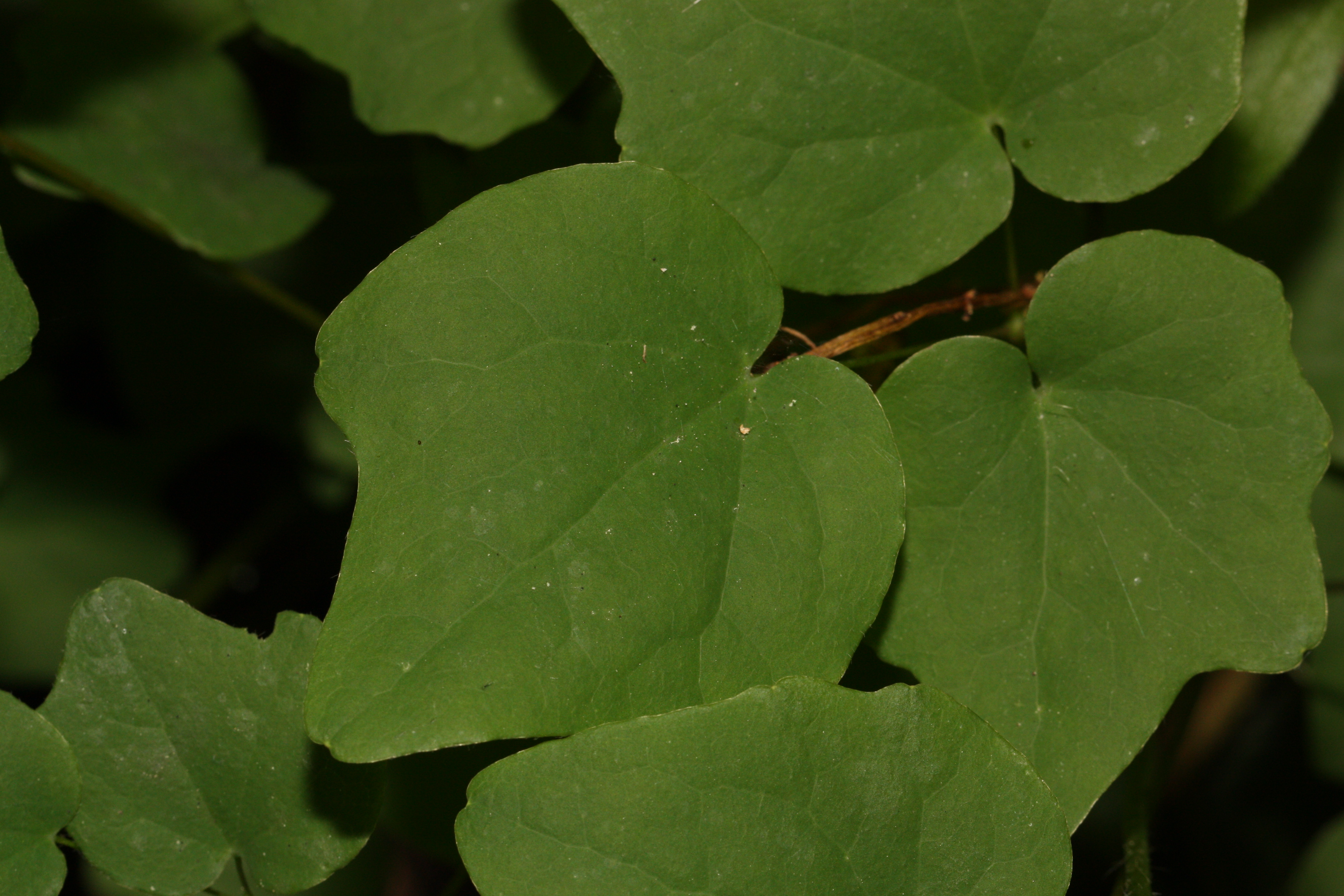